# Idalus affinis
Idalus affinis là một loài bướm đêm thuộc phân họ Arctiinae, họ Erebidae.